# George Kinsey
George Kinsey (ur. 20 czerwca 1866 w Burton upon Trent, zm. 13 listopada 1936 w Birmingham) – angielski piłkarz występujący na pozycji obrońcy.
W barwach Wolverhampton Wanderers, Aston Villi i Derby County rozegrał łącznie 111 spotkań i zdobył trzy bramki w Division One. Zadebiutował w tych rozgrywkach jako zawodnik Wolverhampton, 5 września 1891 w przegranym 2:5 meczu z Sunderlandem. Pierwszego gola w Division One strzelił 10 września 1892 w wygranym przez Wolverhampton 4:2 meczu przeciwko Blackburn Rovers.
W swojej karierze dwukrotnie zdobył Puchar Anglii – w 1893 z Wolverhampton oraz w 1895 z Aston Villą.
W reprezentacji Anglii zadebiutował 5 marca 1892 w wygranym 2:0 meczu British Home Championship przeciwko Walii. W latach 1892–1896 w drużynie narodowej wystąpił czterokrotnie.